# Баблер-рихталик смугастокрилий
Ба́блер-рихталик смугастокрилий (Spelaeornis troglodytoides) — вид горобцеподібних птахів родини тимелієвих (Timaliidae). Мешкає в Гімалаях і горах Китаю.

## Опис
Довжина птаха становить 10 см, забарвлення переважно рудувато-коричневе. Груди світлі. Голова, крила і хвіст темні, поцятковані білими плямками.

## Підвиди
Виділяють сім підвидів:

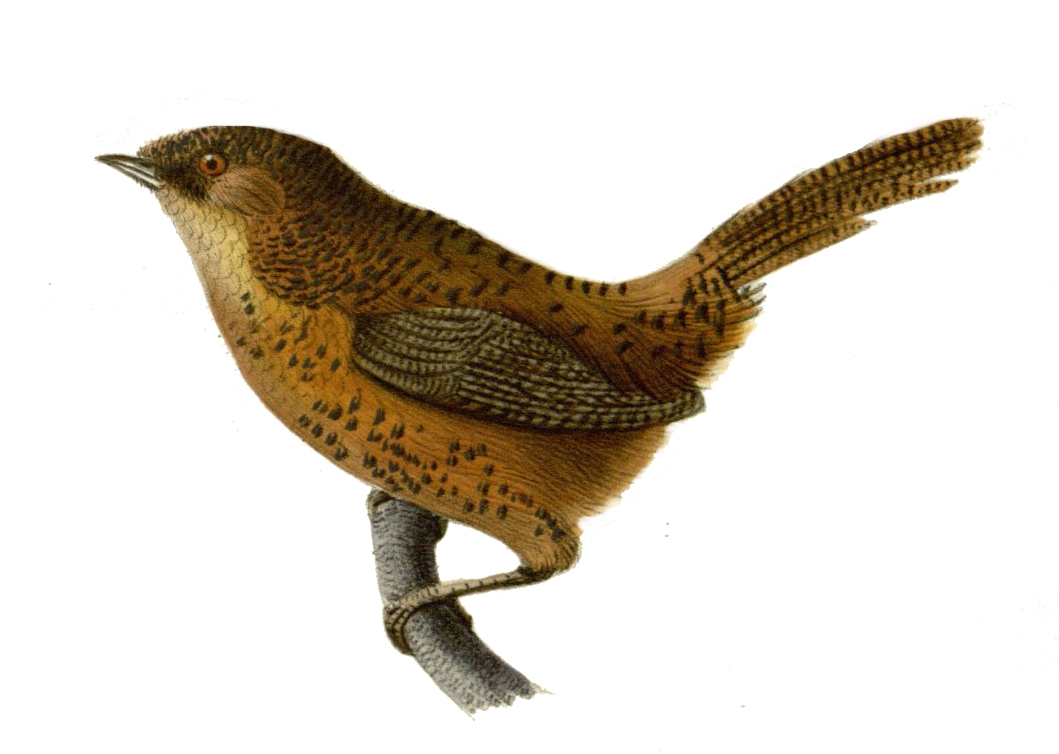
Смугастокрилий баблер-рихталик

- S. t. sherriffi Kinnear, 1934 — східний Бутан і північний Ассам;
- S. t. indiraji Ripley, Saha & Beehler, 1991[4] — східний Ассам;
- S. t. souliei Oustalet, 1898 — від південно-східного Тибету до північно-західного Юньнаню і північно-східної М'янми;
- S. t. rocki Riley, 1929 — південний захід Юньнаню на схід від Меконгу;
- S. t. troglodytoides (Verreaux, J, 1871) — від Цинхаю до північно-західного Сичуаню;
- S. t. nanchuanensis Li, G, Yang & Yu, 1992 — центральний Сичуань, Хубей і Хунань;
- S. t. halsueti (David, A, 1875) — гори Циньлін на півдні Шеньсі та сусідні райони Ганьсу.

## Поширення і екологія
Смугастокрилі баблери-рихталики мешкають в Північно-Східній Індії, північній М'янмі, Бутані, південному і Центральному Китаї. Вони живуть в чагарниковому і бамбуковому підліску у вологих лісах помірної зони. Зустрічаються на висоті від 1600 до 3500 м над рівнем моря.

## Поведінка
Смугастокрилі баблери-рихталики зустрічаються невеликими зграйками до 6 птахів, навіть під час сезону розмноження, який триває з березня по червень. Вони живляться комахами, зокрема жуками.